# Wrangel (eiland)
Wrangel (Russisch: остров Врангеля; ostrov Vrangelja) is een Russisch eiland in de Noordelijke IJszee ten noorden van het vasteland van Tsjoekotka, tussen de Oost-Siberische Zee in het westen en de Tsjoektsjenzee in het oosten. Het is vernoemd naar de Russische baron Ferdinand von Wrangel en vormt onderdeel van het district Ioeltinski.
Het eiland is afgezien van een seizoensgebonden grenspost van de federale veiligheidsdienst FSB (die streeft naar herinstelling van een vaste post) bij het voormalige dorp Oesjakovskoje volledig onbewoond. Het eiland vormt sinds 1960 een beschermd natuurgebied, sinds 1976 in de vorm van de zapovednik Ostrov Vrangelja en sinds 2004 als onderdeel van het UNESCO-werelderfgoedreservaat "Natuurlijk systeem van het Wrangel-eilandreservaat".
In het sinds 2003 onbewoonde dorp Oesjakovskoje ligt een gelijknamig onderzoekcentrum van waaruit diverse excursies over het ruige landschap georganiseerd worden. Andere voormalige dorpen op Wrangel zijn Zvjozdny (ten westen van Oesjakovskoje) en het geologenkamp Perkatkoen (in het binnenland, bij de rivier en berg Pyrkatkoen).

## Geografie
Over Wrangel loopt de 180° meridiaan. De Internationale datumgrens is echter iets naar het oosten verlegd om te zorgen dat het eiland en het Tsjoektsjenschiereiland op het Oost-Siberische vasteland in eenzelfde datumzone liggen als de rest van het land. Het dichtstbijzijnde land is het kleine en rotsachtige Herald dat ongeveer zestig kilometer ten oosten van Wrangel ligt.
Wrangel heeft een lengte van ongeveer 125 kilometer en een oppervlakte van 7.670 km², waarvan ongeveer 4700 km² bestaat uit berggebieden. Het eiland bestaat uit een zuidelijke kustvlakte van ongeveer 15 kilometer breedte, een noordelijke kustvlakte van ongeveer 25 kilometer breedte en een centraal massief van heuvelruggen. In het berggebied bevinden zich een aantal kleine gletsjers en meertjes. De begroeiing bestaat uit arctische toendra.
Aan de kust liggen een aantal lagunemeren, die door zanderige schoorwallen van de zee worden gescheiden.

### Reliëf en hydrologie
Het eiland wordt sterk doorsneden door bergruggen. Het grootste deel van het berggebied wordt gevormd door drie parallel aan elkaar verlopende bergketens van gemiddeld ruim 500 meter hoog; de Noordelijke Rug (Severny chrebet), Middelste Rug (Sredny chrebet) en de Zuidelijke Rug (Joezjny chrebet), die aan west- en oostzijde als rotsachtige kliffen steil aflopen in zee. Van deze drie is de Middelste Rug het grootst en deze bevat dan ook de hoogste top van het eiland; de berg Sovetskaja (1096 meter). De Noordelijke Rug is het laagst en loopt uit in een brede moerassige vlakte, die de Academietoendra wordt genoemd. De Zuidelijke Rug is eveneens laag en verloopt vlak langs de zeekust. Tussen de bergketens verlopen valleien met talloze rivieren. In totaal telt het eiland ruim 140 rivieren met een lengte van meer dan 1 kilometer en vijf rivieren met een lengte van meer dan 50 kilometer. Het eiland telt ongeveer 900 meren, waarvan het grootste deel ligt in de Academietoendra. Van deze meren hebben er zes een oppervlakte van meer dan 1 km². De gemiddelde diepte van de meren bedraagt ongeveer 2 meter. De meeste meren hebben een thermokarstoorsprong, een deel bestaat uit hoefijzermeren (in valleien van grote rivieren), een deel uit gletsjermeren en een deel uit lagunemeren. De grootste meren zijn Kmo, Komsomol, Gagatsje en Zapovednoje.

### Klimaat
Wrangel ligt in een gebied met een poolklimaat en wordt het grootste deel van het jaar bedekt met een droge en koude arctische luchtsoort. De windrichting is overwegend tussen noord en oost. Vanuit het zuidoosten kan echter warme vochtigere lucht vanuit de Grote Oceaan het eiland bereiken. Dit zorgde bijvoorbeeld voor een recordwarme februarimaand in 2018. In het algemeen zijn de winters er minder streng dan op het verder van de oceaan gelegen eiland Kotelny. In de zomer komt ook droge opgewarmde lucht naar het eiland vanuit Siberië.
De winters zijn er lang en worden gekarakteriseerd door stabiel vorstweer. De temperatuur blijft meestal ongeveer 9 maanden onder het nulpunt. De gemiddelde januaritemperatuur bedraagt −22,3 °C; door het vertragend effect van de Noordelijke IJszee op de seizoenen zijn februari en maart gemiddeld nog iets kouder. In de winter komen er vaak sneeuwstormen voor. De poolnacht duurt van ongeveer 10 november tot eind januari. De korte zomers zijn koel maar grotendeels vorstvrij, doordat de middernachtzon (± 10 mei tot ± 20 juli) de temperatuur boven het nulpunt houdt. Vorst en sneeuwval kunnen echter ook dan voorkomen, maar veel vaker heerst er mist boven het eiland. De gemiddelde julitemperatuur schommelt tussen +2 en +2,5 °C. In het bergachtige binnenland van het eiland is het weer warmer en droger doordat de topografie van het eiland föhnwinden bevordert.
De gemiddelde jaarlijkse relatieve luchtvochtigheid op het eiland bedraagt 82% en de gemiddelde jaarlijkse neerslag 180 mm.
In 2018 zijn oude weerrecords gesneuveld: zowel de hoogste maximumtemperatuur van september als van oktober zijn verbroken. De hoogste temperatuur in september was 11,9 °C maar in 2018 is 12,7 gerealiseerd. De hoogste temperatuur van oktober is verpulverd: van 6,3 naar 9,3 °Celsius.
| Maand                       | jan   | feb   | mrt   | apr   | mei   | jun   | jul  | aug  | sep   | okt   | nov   | dec   | Jaar  |
| --------------------------- | ----- | ----- | ----- | ----- | ----- | ----- | ---- | ---- | ----- | ----- | ----- | ----- | ----- |
| Hoogste maximum (°C)        | 1,5   | −0,2  | 0,2   | 2,5   | 9,6   | 16,1  | 18,2 | 16,7 | 12,7  | 9,3   | 1,8   | 2,0   | 18,2  |
| Gemiddeld maximum (°C)      | −19,4 | −19,9 | −18,6 | −12,8 | −2,9  | 3,4   | 5,9  | 5,2  | 1,8   | −4,1  | −10,4 | −16,8 | −7,4  |
| Gemiddelde temperatuur (°C) | −22,8 | −23,5 | −22,4 | −16,6 | −5,7  | 0,9   | 3,0  | 2,8  | 0,0   | −6,1  | −12,9 | −19,7 | −10,3 |
| Gemiddeld minimum (°C)      | −26,4 | −27,0 | −26,1 | −20,4 | −8,2  | −1,0  | 1,0  | 0,9  | −1,7  | −8,4  | −15,7 | −22,8 | −13,0 |
| Laagste minimum (°C)        | −42   | −44,6 | −45   | −38,2 | −31,5 | −12,3 | −4,9 | −6,5 | −21,4 | −29,8 | −34,9 | −37,0 | −45,0 |
|                             |       |       |       |       |       |       |      |      |       |       |       |       |       |
| Neerslag (mm)               | 16    | 9     | 9     | 8     | 8     | 13    | 23   | 28   | 22    | 15    | 17    | 11    | 179   |
| Bron: Weer en klimaat       |       |       |       |       |       |       |      |      |       |       |       |       |       |

## Geologie
Wrangel bestaat uit geplooide, verschoven en gemetamorfoseerde uitvloeiings-, intrusief en sedimentair gesteente dat in leeftijd varieert van Boven-Precambrisch tot Beneden-Mesozoïsch. De Precambrische gesteenten zijn ongeveer 2 kilometer dik en bestaan uit BovenProterozoïsch sericiet en chloriete leisteen en schist, die kleine hoeveelheden meta-vulkanisch gesteenten, metaconglomeraten en kwartsiet bevatten. Deze gesteenten worden geïntrudeerd (doordrongen) door gemetamorfoseerde gabbro, doleriet (diabaas) en felsische dikes en sills en granietintrusies. Over de Precambrische laag liggen tot 2,25 kilometer dikke lagen met gesteenten uit het Boven-Silurische tot Beneden-Carboon, die bestaan uit tussengelegen (interbedded) zandsteen, siltsteen, leisteen, argilliet, een aantal conglomeraten en zeldzame kalksteen en dolomiet. Deze strata worden overdekt met tot 2,15 kilometer dikke laag Carboonse tot Permische kalksteen, die vaak grotendeels opgebouwd is uit Crinoidea-lagen, waartussen zich leisteen, argilliet en lokaal kleine hoeveelheden dikke breccie, zandsteen en vuursteen bevinden. De bovenste stratum bestaat uit een 0,7 tot 1,5 kilometer dikke laag Triassische kleiachtige kwartsachtige turbidieten, die worden interbedded met zwarte leisteen en siltsteen.
Onder de kustvlaktes van Wrangel bevindt zich een dunne laag met Kenozoïsch grind, zand, klei en modder. Op de geplooide en verschoven geërodeerde onderlaag van Wrangel rust een enkele tientallen meters dik pakket van Laat-Neogene klei en grind. Daaroverheen ligt een enkele meters dikke harde laag Pliocene modder en grind. Zandige Pleistocene afzettingen komen voor langs rivieren en stroompjes in de vorm van fluviale sedimenten en als een zeer dunne en onregelmatige oppervlaktelaag van ofwel colluvium of eluvium.

## Flora en fauna

### Flora

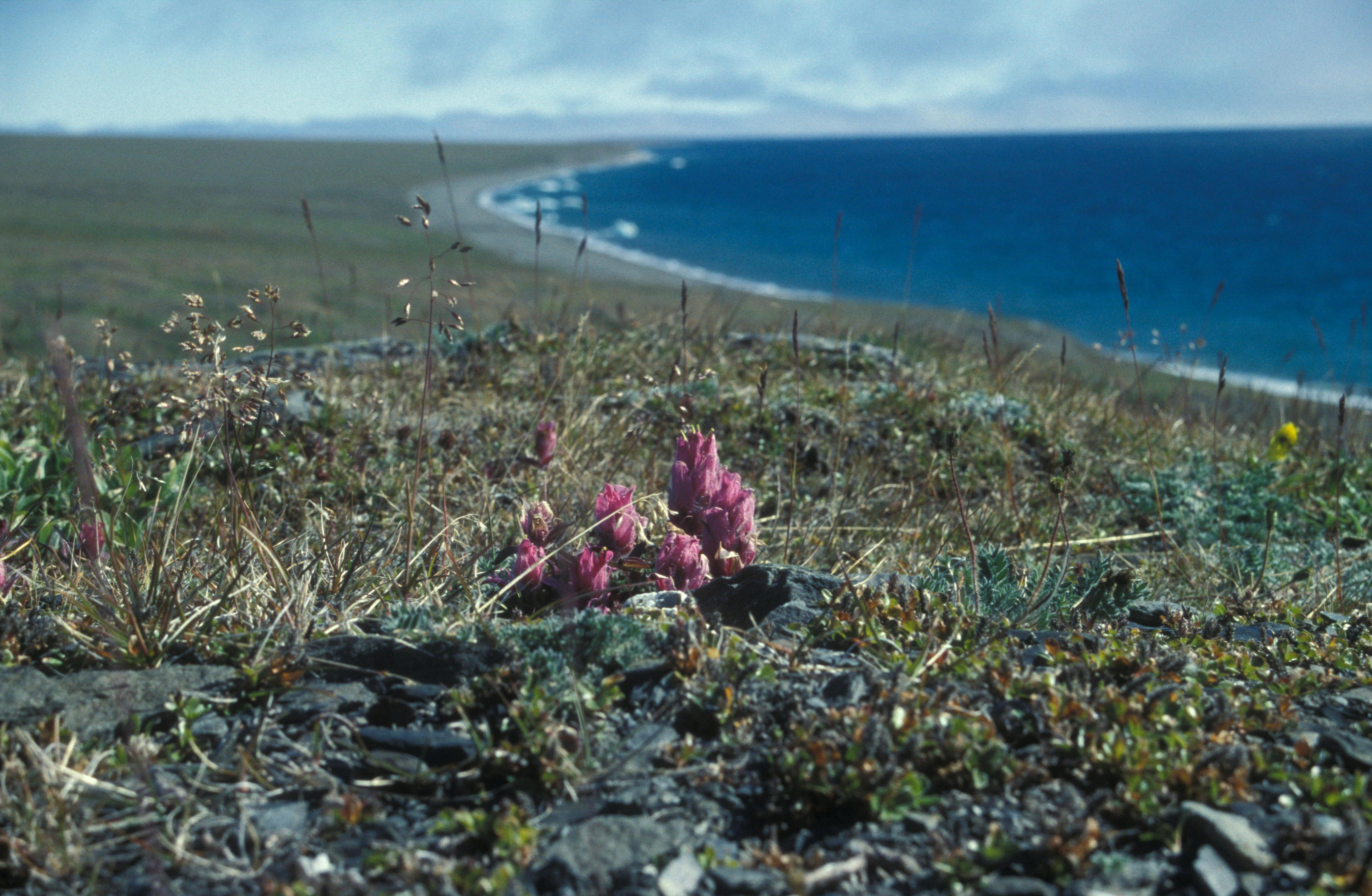
flora van Wrangel

Er zijn 417 plantensoorten op het eiland waargenomen, tweemaal zoveel als in enig ander pooltoendragebied van vergelijkbare omvang en meer dan op enig ander eiland in het poolgebied. Om deze redenen werd het eiland in 2004 uitgeroepen tot het noordelijkste werelderfgoedmonument ter wereld.
De eerste onderzoeker van de flora van Wrangel was Boris Gorodkov die in 1938 de oostkust van het eiland onderzocht en Wrangel indeelde in de zone van de arctische en poolwoestijnen. In de tweede helft van de 20e eeuw werd het eiland volledig onderzocht en ingedeeld in de subzone 'Arctische toendra' van de toendrazone. Hoewel Wrangel een betrekkelijk klein eiland is, wordt het op basis van de distinctieve specifieke regionale eigenschappen van de vegetatie als aparte 'Wrangelsubprovincie' onderscheiden binnen de Wrangel-West-Amerikaanse provincie van de arctische toendra.
De vegetatie van het eiland wordt gekenmerkt door een grote diversiteit aan oude soorten. Het eiland telt ruim 310 soorten vaatplanten, hetgeen beduidend meer is dan op bijvoorbeeld de Nieuw-Siberische Eilanden (135), Noordland (ca. 65) of Frans Jozefland (minder dan 50). De flora van Wrangel is rijk aan relicten en relatief arm aan andere wijdverspreide subarctische planten, die hier volgens verschillende schattingen niet meer dan 35 tot 40% omvatten. Ongeveer 3% van de planten zijn subendemisch (kweldergras, Papaver gorodkovii en Oxytropis wrangelii) of endemisch (Poa vrangelica (ook Poa hartzii ssp. vrangelica), Papaver uschakovii, Potentilla wrangelii en Papaver lapponicum). Daarnaast groeien nog 114 zeldzame tot zeer zeldzame soorten planten. Daar de plantenwereld niet veel verschilt van de eeuwenoude vegetatie in Beringië lijkt de conclusie gerechtvaardigd dat de oude vegetatie hier niet werd verwoest door gletsjers en dat de zee verhinderde dat latere migranten konden oprukken vanuit het zuiden.
De hedendaagse plantbedekking op het eiland bestaat bijna overal uit lage open begroeiing, die wordt gedomineerd door cypergras-mosachtige toendra. In de bergdalen en de intermontane bekkens van het centrale deel van Wrangel kan struikgewas van Salix lanata ssp. richardsonii met een hoogte tot 1 meter worden aangetroffen.

### Fauna
Wrangel telt als gevolg van het strenge klimaat weinig diersoorten. De ongewervelden van het eiland zijn nog weinig onderzocht. Er zijn verschillende soorten hommels, steekmuggen, vlinders, vliegen en met de rendieren meegekomen parasiterende runderhorzels waargenomen. De vissoorten in de wateren rondom Wrangel zijn onvoldoende onderzocht. In de zoetwaterbekkens van het eiland zelf komt geen vis voor. Op het eiland nestelen op regelmatige basis ten minste 20 vogelsoorten en nog eens 20 vogelsoorten nestelen er onregelmatig of gebruiken het eiland als tussenstation tijdens de trek.
De meest voorkomende vogelsoort is de sneeuwgans, die een vaste vogelkolonie heeft in de vallei van de rivier Toendrovaja in het centrale deel van Wrangel en daarnaast nog enkele kleine kolonies. Andere veel voorkomende soorten zijn mussen, sneeuwgorzen en ijsgorzen. Rotganzen komen er jaarlijks om te nestelen en te ruien. Andere bekende inwoners van het eiland zijn Somateria, kanoet, kleine burgemeester, kleinste jager, sneeuwuil, vorkstaartmeeuw en zilverplevier. Minder voorkomende soorten op het eiland zijn barmsijs, bonte strandloper, gestreepte strandloper (Doetisj), middelste jager, noordse stern, raaf en roodkeelduiker. Ook doen Noord-Amerikaanse soorten als Canadese kraanvogel, grote Canadese gans en een aantal zangvogels (zoals Junco's, geelstuitzanger, goudkruingors, savannahgors en witkruingors) het eiland regelmatig aan.
Er leven weinig zoogdieren op Wrangel. Een permanent aanwezige endemische soort is de Dicrostonyx vinogradovi ("Wrangellemming"), die vroeger werd gezien als een ondersoort van de halsbandlemming. Andere permanent aanwezige zoogdiersoorten zijn de Siberische lemming en de poolvos. IJsberen doen het eiland periodiek in grote aantallen aan en hebben er de grootste concentratie legers ter wereld.
Van tijd tot tijd komen er veelvraten, hermelijnen, vossen en meer recent ook poolwolven. Samen met de mensen arriveerden ook sledehonden op het eiland. In de woonhuizen werden huismuizen waargenomen, die er nog steeds leven.
De rendieren en muskusossen op het eiland werden geïntroduceerd door de mens. Lang geleden leefden er ook al wilde rendieren op het eiland, maar de huidige dieren zijn afstammelingen van rendieren die in 1948, 1954, 1967, 1968 en 1975 werden overgebracht vanaf het Tsjoektsjenschiereiland. De huidige populatie omvat ongeveer 1500 dieren. Er zijn bewijzen dat de muskusos eveneens lang geleden op het eiland rondliep. De huidige muskusossen zijn afstammelingen van een kudde van 20 dieren die in april 1975 werd overgebracht vanaf het Amerikaanse eiland Nunivak.
Op het eiland bevindt zich de grootste walruskolonie van Rusland. In de kustwateren leven zeehonden.

#### Mammoeten
In 1993 deed een team van Russische wetenschappers onder leiding van Sergej Vartanjan een belangrijke wetenschappelijke vondst toen overblijfselen van wolharige mammoeten werden gevonden op het eiland die gedateerd werden op 7000 tot 3700 jaar oud (1700 v.Chr.; de tijd van het Egyptische Middenrijk en de Minoïsche beschaving), de laatst bekende levende mammoeten ter wereld. Tot dan toe werd aangenomen dat de mammoet overal was uitgestorven rond 10 tot 12.000 jaar geleden. Deze vondst heeft tevens steun gegeven aan de hypothese dat de mammoet is uitgestorven als gevolg van bejaging door de mens, al is er geen bewijs gevonden dat hier op de beesten is gejaagd. De op Wrangel gevonden mammoeten zijn erg klein: het zou om vrouwtjesmammoeten gaan die, net als hedendaagse olifanten, na hun eerste dracht niet meer groeiden en behoorlijk kleiner bleven dan de mannetjes. Vanwege voedseltekorten op het eiland bleven ze veel kleiner dan mammoeten op andere plekken.

## Geschiedenis

### Prehistorie
Wrangel wordt gezien als de laatste plaats op Aarde waar wolharige mammoeten voorkwamen (als een geïsoleerde populatie) alvorens ze uitstierven ongeveer 4000 jaar geleden als laatste mammoetensoort. Een specifieke variant van de soort lijkt te hebben overleefd als een dwergvariant van een soort die overkwam uit Siberië. Een combinatie van late klimaatverandering (opwarming) en de aanwezigheid van moderne mensen die gebruik maakten van geavanceerde jacht- en overlevingsvaardigheden lijkt hun teloorgang te hebben versneld op dit bevroren eiland dat tot kort geleden het hele jaar met ijs was bedekt met slechts onregelmatige smelt van open wateren in sommige poolzomers. Een soortgelijke ontwikkeling vond plaats met de dwergolifanten op diverse eilanden, die afstamden van grotere soorten in nabijgelegen landmassa's. De wolharige mammoet kwam ook voor op het Alaskaanse eiland Saint Paul (Pribilofeilanden) tot 6000 v.Chr.
In 1975 werden bij archeologische opgravingen op de archeologische plek Tsjortov Ovrag ("duivelsravijn") op Wrangel aanwijzingen gevonden voor prehistorische menselijke aanwezigheid. Er werden een aantal stenen en ivoren handwerktuigen gevonden, waaronder een harpoen. C14-datering toonde aan dat de menselijke bewoning grofweg samenviel met de laatste mammoeten op het eiland rond 1700 v.Chr. Er is echter geen direct bewijs gevonden van menselijke jacht op de mammoeten.
Een Tsjoektsjische legende verhaalt over een man genaamd Kratsjaj (of Krätsjoj) die samen met zijn volk (de Kratsjajers of Kratsjajs, die ook wel in verband worden gebracht met de Onkilon of Omoki) het ijs overstak om zich in een noordelijker gelegen land te vestigen. Hoewel het om een mythisch verhaal gaat, zijn er aanwijzingen dat de Tsjoektsjen wel degelijk op de hoogte waren van het bestaan van een 'land' in het noorden: Elk jaar trokken wilde rendieren over het ijs naar het eiland en aan de noordelijke kusten van Tsjoekotka spoelden soms leistenen speerpunten aan die gemaakt waren op een wijze die onbekend was voor de Tsjoektsjen.

### Europese expedities naar het eiland
In 1764 beweerde de kozakse sergeant Stepan Andrejev dat hij ten noorden van Kaap Sjelag een eiland had gezien, dat hij "Tikegenland" had vernoemd en dat hij bewijs had gevonden van de Kratsjaj. De Russische baron Ferdinand von Wrangel las zijn verslag en kwam daarop naar het gebied, hoorde van Tsjoektsjen verhalen over de ligging van het eiland en organiseerde vervolgens een expeditie naar het eiland tussen 1820 en 1824, echter zonder succes. Wrangel meldde daarop dat Andrejev's verhaal niet klopte, maar geloofde wel het verhaal van het Tsjoektsjische stamhoofd hem had verteld; dat er onontdekt land moest zijn ten noorden van Kaap Jakan. Hij liet op deze witte vlek het eiland dan ook wel intekenen op zijn kaart.
In 1849 werd het nabijgelegen eiland Herald ontdekt door kapitein Henry Kellett van het Britse schip HMS Herald, die meldde dat hij dacht nog een eiland in het westen te hebben gezien, dat hij aanduidde als "Plover". Britse admiraliteitskaarten vermeldden het vervolgens als "Kellett Land".
De eerste landing op het eiland werd in 1866 verricht door de Duitse walvisvaarder Eduard Dallmann, die handel dreef met inwoners van Tsjoekotka en Alaska.
In augustus 1867 voer de Amerikaanse walvisvaarder Thomas Long op zijn walvisvaarder Nile tot vlak bij het eiland (15 mijl). Hij vernoemde het, mogelijk onwetende dat het eiland het jaar ervoor door Dallman was aangedaan, naar Wrangel (wrangell) ter nagedachtenis aan het feit dat deze drie jaren achtereen ten noorden van de 68e breedtegraad verbleef en omdat Wrangel volgens hem "het probleem van deze open poolzee vijfenveertig jaar geleden demonstreerde, hoewel anderen veel later hebben gepoogd om deze ontdekking te claimen".
In 1879 voer de Amerikaanse marineofficier George W. DeLong tijdens een wetenschappelijke expeditie op het schip USS Jeanette langs het eiland in een poging de noordpool te bereiken. Hij dacht langs de oostzijde van het eiland te varen, waarvan hij dacht dat het zich tot ver naar het noorden zou uitstrekken. Zijn schip kwam echter vast te zitten in het pakijs en dreef hulpeloos in de richting van het oosten met Wrangel nog in zicht alvorens het werd gekraakt door het ijs en zonk. De bemanning voer naar Siberië, maar slechts een paar van hen overleefden het. DeLong kwam om nabij Jakoetsk.

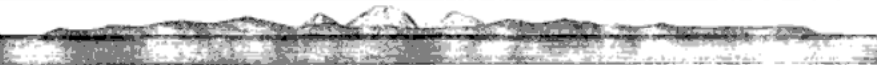
Schets van Wrangel zoals gezien vanaf Herald in 1881

Op 12 augustus 1881 landde een groep bemanningsleden van het Amerikaanse USRC-schip Corwin onder leiding van Calvin L. Hooper op het eiland. Hooper, wiens expeditie mede tot doel had om de Jeanette en twee andere walvisvaarders op te sporen, claimde daarop het eiland voor de Verenigde Staten en noemde het "New Columbia". Tot de bemanning behoorde ook de natuurvorser John Muir, die de eerste beschrijving gaf van het eiland.

### Russische en Canadese expedities
In 1911 organiseerde de Russische Hydrografische Expeditie in de Noordelijke IJszee onder leiding van Boris Vilkitski een expeditie naar het eiland op de ijsbrekers Vajgatsj en Tajmyr waarbij een Russische vlag werd geplaatst op Kaap Thomas aan westzijde van het eiland en waarbij de kust in kaart werd gebracht. In 1916 claimde de tsaristische overheid (middels de Russische ambassadeur in Londen) Wrangel, Herald en andere pooleilanden als integrale delen van het Keizerrijk Rusland.
In dezelfde periode werd door Canadees Vilhjalmur Stefansson de Canadese poolexpeditie georganiseerd op het schip Karluk, dat in 1914 werd gekraakt door het pakijs, waarop veertien overlevenden over het ijs naar de Dragibocht van Wrangel trokken in afwachting van hulp (anderen kwamen om tijdens tochten naar Herald en een groep onder leiding van Stefanson bereikte Kaap Barrow). In 1988 werd de locatie van het kamp bij de Bragibocht herontdekt en werd er een herdenkingsteken geplaatst. De schipbreukelingen verbleven vervolgens negen maanden op het eiland, terwijl kapitein Robert Bartlett en Inuit Kakatovik ondertussen over het ijs van de Tsjoektsjenzee naar het vasteland van Siberië trokken op zoek naar hulp. Zij bereikten na enkele weken veilig Alaska, maar konden vervolgens niet meteen een reddingsoperatie op touw zetten door slechte ijscondities. De Russische ijsbrekers Tajmyr en Vajgatsj poogden in augustus 1914 tweemaal de schipbreukelingen te hulp te schieten, maar konden niet door het ijs komen. Verschillende pogingen door de Amerikaanse kotter USS Bear mislukten eveneens. Uiteindelijk werden de overlevenden in september 1914 gered door de Amerikaanse visserschoener King & Winge. Van de vijftien schipbreukelingen overleden drie op het eiland.

### Amerikaanse kolonisatie en reactie van de Sovjet-Unie
Stefansson had na deze tragische expeditie echter vast zijn ogen op het eiland laten vallen en stuurde daarop vijf kolonisten in een poging het eiland (onder het mom van het voorzijn van een Japanse claim) voor Brits-Canada te claimen; de Canadees Allan Crawford, de Amerikanen Fred Maurer, Lorne Knight en Milton Galle en de Inuitische naaister en kokkin Ada Blackjack. De expeditie was slecht uitgerust qua voorraden. Nadat pogingen tot jagen waren mislukt vertrokken drie van de kolonisten naar het vasteland om hulp te halen, maar ze kwamen onderweg om en hun lichamen zijn nooit teruggevonden. Knight overleed vervolgens ook aan scheurbuik in april 1923. Eerder was een poging in 1922 om de groep af te lossen spaak gelopen toen schoener Teddy Bear van kapitain Joe Bernard vast kwam te zitten in het ijs. Later in 1923 wist een ander schip het eiland wel te bereiken en de enige overlevende (Ada Blackjack) te redden. Het schip zette ter aflossing dertien personen aan wal; de Amerikaan Charles Wells en twaalf Inuiten.
De Russen (naar Alaska uitgeweken mensjewieken) hadden niet stilgezeten en hadden ondertussen in 1922 vanuit Nome de kanonneerboot Magnit onder luitenant D.A. von Dreyer uitgestuurd onder de Andreasvlag (marinevlag). Over het doel van deze reis verschillen de meningen: Volgens tijdgenoten en deelnemers was het doel een einde te maken aan de activiteiten van Stefansson op het eiland, maar volgens een artikel in een FSB-krant uit 2008 was de bemanning wellicht eerder uit op een beloning voor het bieden van hulp aangezien het afgelegen eiland destijds van weinig strategisch belang meer zou zijn geweest voor de toch al ver teruggedreven mensjewieken en deze het geld wel konden gebruiken. Hoe het ook zij; door de zware ijscondities was het schip na haar vertrek uit Nome gedwongen te wachten voor Kaap Dezjnjov en vervolgens dreigde het zelf vast te vriezen, waarop het haar koers verlegde naar de door de bolsjewieken bedreigde kust van Kamtsjatka om vervolgens met de Witten onder leiding van admiraal Grigori Stark via Vladivostok te vluchten. Uiteindelijk werd de Magnit, net als de meeste geëvacueerde Russische schepen, verkocht in Manilla om de witte emigranten met het geld te kunnen ondersteunen.

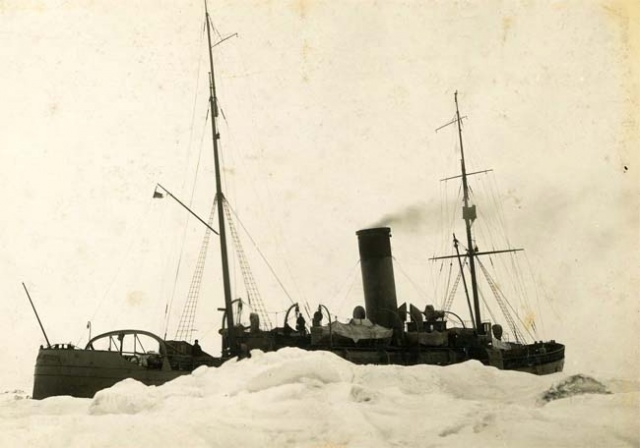
De Krasny Oktjabr in het pakijs nabij Tsjoekotka op 16 augustus 1924 tijdens haar reis naar het eiland

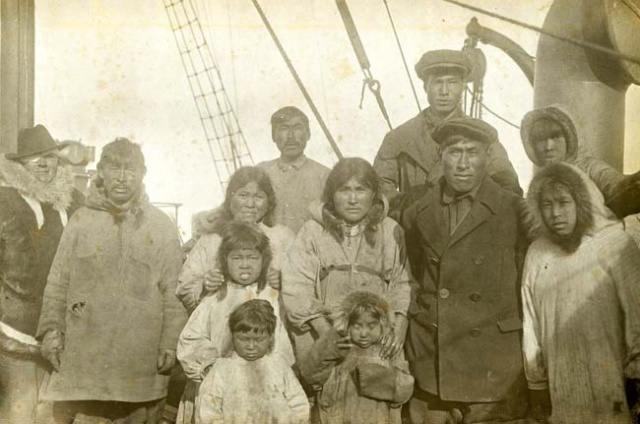
De gearresteerde inwoners van het dorp aan boord van de Krasny Oktjabr op 19 augustus 1924. Helemaal links Charles Wells.

De Sovjet-Unie (de nieuwe bolsjewistische regering) had ondertussen genoeg van alle activiteiten op "haar" eiland (diplomatiek overleg had niets opgeleverd) en stuurde in 1924 de 'kanonneerboot' Krasny Oktjabr ("Rode Oktober"), het voormalige havenschip Nadjozjdy ("betrouwbaar") uit Vladivostok, waarop een aantal stukken geschut waren geplaatst, onder leiding van Boris Davydov naar het eiland om het opnieuw te claimen voor de Sovjet-Unie, de 'illegale buitenlanders' op te pakken, hun apparatuur in beslag te nemen en zelf onderzoek uit te voeren op het eiland. Tijdens de tocht vanaf Vladivostok werd vernomen dat het Amerikaanse schip MS Herman in opdracht van de Alaskaanse rendiermagnaat Carl Lomen met uitgesproken goedkeuring van de Amerikaanse minister van Buitenlandse Zaken Charles Evans Hughes op 18 juli was uitgevaren om het eiland voor de Verenigde Staten te claimen. Dit schip wist door moeilijke ijsomstandigheden echter niet verder te komen dan Herald, waar de Amerikaanse vlag werd gehesen. Tijdens een Anglo-Sovjetconferentie op 6 augustus verklaarde een Brits gezantschap ondertussen dat het Verenigd Koninkrijk geen claims had liggen op het eiland. Op 19 augustus werd de Russische vlag gehesen en kort daarna werden Wells en dertien Inuiten (er was een kind geboren op het eiland) gearresteerd en toog het schip terug naar Vladivostok. Echter, nog in de Straat De Long kwam het schip vast te zitten in het ijs, waaruit het met enig geluk wist los te komen nadat een storm het ijs op drift hielp. Zelfs toen nog moesten de motoren op volle toeren draaien om een weg door het ijs te banen. Toen het schip aankwam in de Provideniabocht (ten zuiden van Tsjoekotka) had het daardoor nog maar voor 25 minuten brandstof en was het ook volledig door haar voorraad drinkwater heen. Op 29 oktober keerde het schip terug in Vladivostok alwaar Wells overleed aan longontsteking. Hier speelde een Amerikaans-Sovjetse diplomatieke rel over een Amerikaans excuus voor een grensmarkering die door een Amerikaans schip was geplaatst op de Siberische kust, waarbij meespeelde dat de Amerikaanse overheid de Sovjet-Unie nog niet had erkend. Een Inuitkind overleed eveneens in gevangenschap. De overige Inuit werden overgebracht naar een hotel in de Chinese grensplaats Suifenhe om hen te repatriëren via de Amerikaanse ambassade in Harbin, maar de Chinese overheid weigerde hen te accepteren, daar de Amerikaanse consul verklaarde dat de Inuit "geen Amerikaanse staatsburgers" waren. De Amerikaanse overheid verklaarde daarop na een verklaring van Lomen dat het wel degelijk 'wards' van de Verenigde Staten waren, maar wilde geen geld beschikbaar stellen. Lomen kreeg bovendien te horen van Hughes dat zijn eerdere verklaring "go and hold it" niet betekende dat de Amerikaanse overheid het eiland claimde ("The United States at no time asserted a claim to Wrangel Island") en dat hij zelf had kunnen verwachten dat er problemen zouden kunnen optreden. Uiteindelijk ging het Amerikaanse Rode Kruis op aandrang van Nomen overstag en stelde 1600 dollar beschikbaar voor de overtocht vanuit Japan, waarop de Inuit via Darbin, Darien en Kobe naar Seattle werden overgebracht, alwaar nog een Inuitkind verdronk tijdens het wachten op een ander schip dat de Inuit terugbracht naar Nome.
Lomen en zijn familie en vrienden bleven zonder succes pogen om het eiland voor de Verenigde Staten te claimen. In de Sovjet-Amerikaanse Maritieme Grensovereenkomst van 1990 werd de grens van de Alaska Purchase formeel vastgesteld ten oosten van Wrangel en Herald. De Russische overheid heeft als eigen geziene opvolger van de Sovjet-Unie dit verdrag tot dusver niet ondertekend, maar stuurde de Amerikaanse overheid in 1992 wel een bericht dat ze de rechten en plichten die voortvloeien uit de internationale verdragen die zijn ondertekend door de Sovjet-Unie zou blijven uitoefenen. Diverse Amerikaanse organisaties, zoals de 'State Department Watch' pogen echter toch om de Amerikaanse overheid ervan te overtuigen dat er een Amerikaanse claim ligt op de eilanden. De Amerikaanse overheid verklaarde echter in 2003 dat ze de eilanden nooit heeft geclaimd en niet de intentie heeft om de discussie over de grens van 1990 te heropenen.

### Onder Sovjetbestuur
De Sovjetleiders hadden door alle Amerikaanse pogingen wel de gedachte gekregen dat, wilden ze hun claim kracht bijzetten, ze er zelf een nederzetting moesten vestigen. In 1926, het jaar dat de Sovjetreging de soevereiniteit uitriep over het eiland, toog daarop een groep Sovjet-Russische onderzoekers onder leiding van Georgi Oesjakov naar het eiland gewapend met voorraden voor een driejarig verblijf. Bij de landingseenheid waren ook ruim 50 Tsjoektsjen en Inuit uit de dorpen Lavrentia en Tsjaplino die de kern moesten gaan vormen van een nieuw te stichten 'inheemse' nederzetting op het eiland, die later de naam Oesjakovskoje kreeg. De Russen bouwden ondertussen een weerstation en in 1928 landde het eerste vliegtuig op het eiland. De gunstige ijsomstandigheden die de landing mogelijk hadden gemaakt werden gevolgd door jaren van zware ijsomstandigheden, waardoor men begon te vrezen voor het lot van de kolonisten. In 1929 werd daarop een reddingsoperatie opgezet op de ijsbreker Fjodor Litke onder leiding van kapitein Konstantin Doeblitski om hen te evacueren van het eiland. De Fjodor Litke voer vanuit Sebastopol via Vladivostok en de Beringstraat naar de Straat De Long om vanuit het zuiden het eiland te benaderen. Een verkenningsvliegtuig meldde op 8 augustus echter dat er geen doorkomen aan was door het pakijs in de zeestraat, waarop de Fjodor Litke afboog naar het noorden, naar Herald. Binnen een paar dagen werd het schip echter ingesloten door ijs en op 12 augustus gaf Doeblitski opdracht de motoren uit te schakelen om kolen te besparen. Uiteindelijk wist de Fjodor Litke het dorp toch te bereiken op 28 augustus en op 5 september keerde het schip terug met alle inwonenden. Voor de reddingsoperatie werd het schip op 20 januari 1930 onderscheiden met de Orde van de Rode Vlag van de Arbeid en de bemanning ervan met herdenkingsinsignes.
Volgens een artikel in Time uit 1936 werd het eiland in de jaren 1930 bestuurd door gouverneur Konstantin Sementsjoek, die regeerde als een lokale krijgsheer door uitbuiting en moord. Volgens Time eiste hij het alleenrecht op de jacht op walrussen, wat de Inuit deed verhongeren en was hij betrokken bij de mysterieuze dood van een aantal van zijn tegenstanders, waaronder de lokale dokter. In juni 1936 werd hij door een tribunaal in Moskou ter dood veroordeeld voor "banditerij" en het overtreden van de wet van de Sovjet-Unie.
De nederzetting werd later uitgebreid met voorzieningen als appartementflats, een school en een ziekenhuis. Het vliegveld van Oesjakovskoje werd uitgebreid en in 1941 gebruikt voor de bevoorrading van het drijvend poolstation Noordpool-2. In 1948 werd een rendierhouderij opgezet voor de lokale bevolking waarvoor rendieren werden losgelaten op het eiland. Op Kaap Blossom werd een weerstation gebouwd. In de jaren 1960 werd de militaire nederzetting Zvjozdny gebouwd aan de Somnitelnajabocht, waar een radarstation (op Kaap Hawaii), weerstation en militair uitwijkvliegveld werden gebouwd. Deze nederzetting werd echter alweer gesloten in de jaren 1970 (in de jaren 1980 woonden er echter nog mensen). Een derde nederzetting, Perkatkoen, bestond korte tijd in het binnenland (nabij de monding van de rivier Chroestalny) voor geologen die er naar rotskristallen zochten.
In 1987 publiceerde de later naar Israël emigreerde ex-goelaggevangene Efim Moshinsky dat hij Raoul Wallenberg op het eiland had gezien in 1962. Er is echter geen bewijs gevonden voor het bestaan van een Goelag op Wrangel (hoewel een aantal essentiële Russische documenten over Wallenberg uit de Russische archieven zijn verdwenen) en over Wallenberg's laatste levensjaren bestaan meerdere verhalen.

### Natuurbescherming en post-Sovjetgeschiedenis
In 1953 werden de eerste maatregelen genomen ter bescherming van de natuur op het eiland toen de bescherming van de walruskolonies op het eiland werd bevolen. In 1960 werd een zakaznik ingesteld op het eiland, die in 1968 tot zakaznik van 'nationaal belang' (республиканского значения) werd verklaard. In 1975 werd een groep muskusossen vanaf het Amerikaanse eiland Nunivak uitgezet op het eiland. In hetzelfde jaar wees het bestuur van de oblast Magadan het gebied aan voor de instelling van een toekomstige zapovednik op Wrangel en Herald die vervolgens een jaar later werd ingesteld in het kader van het onderzoek naar en de bescherming van de natuurlijke complexen van de Arctische eilanden. In het kader hiervan werd ook een beschermde zone van 5 zeemijlen om het eiland ingesteld. De zapovednik kreeg een oppervlakte van 795.600 hectare. In 1978 werd een wetenschappelijke indeling ingesteld van het reservaat, van waaruit het planten- en dierenleven in de zapovednik werden onderzocht.
In 1992 werd het radarstation op het eiland gesloten en bleef alleen het dorp Oesjakovskoje over. In 1997, toen werd besloten tot de sluiting van Oesjakovskoje, werd op initiatief van de Tsjoekotse gouverneur en Goskomekologii de beschermende zone rond het eiland uitgebreid tot 12 zeemijlen en in 1999 tot 24 zeemijlen. De in 1968 ingestelde grenspost bij Oesjakovskoje werd eind jaren 1990 vervangen door een seizoensgrenspost, die alleen in de zomer wordt bemand. In 2004 kreeg de zapovednik de status van UNESCO-werelderfgoedmonument.
Het eiland wordt sinds 1995 elk jaar bezocht door ecotoeristen.
- Gemeinsame Normdatei: 4066984-1
- Nationale Bibliotheek van Tsjechië: ge1152876
- Système universitaire de documentation: 080092187
- Virtual International Authority File: 315526357
- WorldCat: E39PBJht3QjbkGPKGyDtgT6BT3

Dal van de Bikinrivier (met Centraal Sichote-Alingebergte) · Koerse Schoorwal · Ensemble van het Ferapontovklooster · Gouden bergen van Altaj · Hemelvaartskerk, Kolomenskoje · Historisch en architectonisch complex van het Kremlin van Kazan · Kizji Pogost · Baikalmeer · Citadel, oude stad en vestingwerken van Derbent · Historische monumenten van Novgorod en omgeving · Kremlin en Rode Plein, Moskou · Ensemble van het Novodevitsjiklooster · Historisch centrum van Sint-Petersburg en bijbehorende groepen van monumenten · Cultureel en historisch ensemble van de Solovetski-eilanden · Geodetische boog van Struve · Architectonisch ensemble van de Triniti Sergius Lavra in Sergiev Posad · Uvs Nuurbekken · Maagdelijke wouden van Komi · Vulkanen van Kamtsjatka · Westelijke Kaukasus · Witte monumenten van Vladimir en Soezdal · Natuurlijk systeem van het Wrangel-eilandreservaat · Historisch centrum van de stad Jaroslav · Historisch en archeologisch complex van Bolgar · Landschappen van Daurië · Hemelvaartkathedraal en -klooster van het dorpseiland Svijasjk · Kerken van de architectuurschool van Pskov · Petrogliefen van het Onegameer en de Witte Zee · Cultureel landschap van het Kenozeromeer